# Bobby Farrell
Roberto Alfonso (Bobby) Farrell (San Nicolas, Aruba, 6 oktober 1949 – Sint-Petersburg, 30 december 2010) was een Arubaans zanger, entertainer (in de vorm van dans en show) en diskjockey. Hij is vooral bekend geworden als lid van de discogroep Boney M. waarin hij startte als danser en alleen wat vocale inbreng had tijdens concerten. 
Farrell was in de jaren 80 in de originele bezetting op enkele nummers zelf te horen met een vocale bijdrage, hoewel hierbij zangtalent niet centraal stond. Een opgenomen solo-elpee werd niet uitgebracht.
In latere jaren toen Farrell officieel de naam Boney M. mocht gebruiken werden er Boney M. nummers in een ander jasje opgenomen met medewerking van zangeres Sandy Chambers en uitgebracht onder bijvoorbeeld The best Remixes of Boney M. performed by Bobby Farrell. Farrell verscheen in diverse tv shows met zo'n uitvoering van het nummer Daddy Cool en Ma Baker  voorzien van eigen zang.

## Leven en werk
Farrell was geboren en getogen op Aruba, werd na het afronden van school op zijn vijftiende zeeman. Twee jaar later vestigde hij zich in Noorwegen. Vervolgens verhuisde hij eind jaren zestig naar Nederland. In Rotterdam was hij host voor de groep Soul Sound. Met die groep toerde Farrell ook door Duitsland. In Zandvoort was hij diskjockey en entertainde op de door hem gedraaide platen. Begin jaren zeventig vestigde hij zich in Duitsland. Hij was ook daar diskjockey en danser toen producer Frank Farian hem eind 1975 vroeg als zanger voor de tweede bezetting van Boney M. 

### Boney M

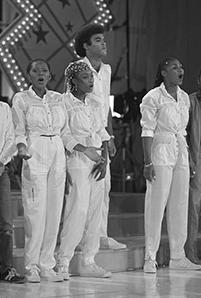
Farrell, tweede van rechts, treedt op met Boney M. in het Nederlandse televisieprogramma Showbizzquiz in 1981

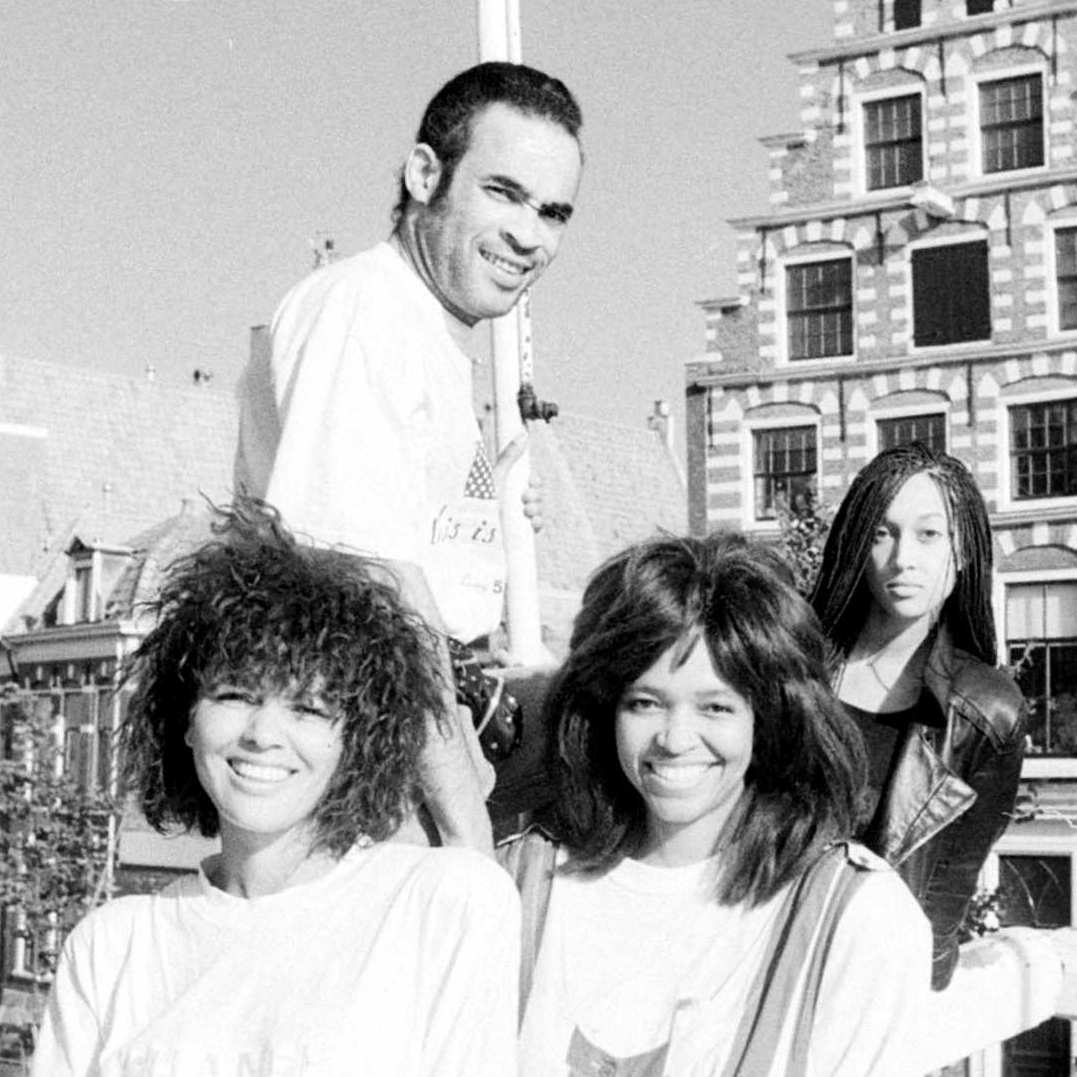
Bobby Farrell in 1991

Boney M. begon als een studioproject. Farian produceerde het nummer Baby, Do you wanna bump? en deed hierbij niet alleen de mannelijke vocale inbreng, maar ook zelf via mixtechnieken de "vrouwelijke" backings. Het nummer bereikte diverse hitlijsten in het Verenigd Koninkrijk, België en Nederland. Het Nederlandse televisieprogramma Top Pop wou Boney M. hebben, maar Frank Farian voelde zichzelf niet geschikt om het nummer uit te voeren. Er moest een groep komen. Het waren Bobby Farrell, Marcia Barrett en Maizie Williams die het nummer uitvoerden in Top Pop. Alhoewel Boney M. al in twee versies als een kwartet op foto's stond.
In 1979 gaf Farian de geruchten toe dat Farrell eigenlijk geen enkele vocale bijdrage had geleverd. Voor het eerst werd op een album (Oceans of Fantasy, het vierde Boney M.-album), naast de musici, ook de zang vermeld. Farian had zelf de mannelijke zangpartijen ingezongen en had Farrell slechts uitgekozen wegens diens persoonlijkheid en bijzondere dansstijl. Zijn stem werd wel getest. De bedoeling was dat Farrell de leads van het Bob Marley nummer No Woman, No Cry zou zingen. Farian vond Farrells zang echter niet goed genoeg en besloot waarschijnlijk op dat moment om de studiozanger voor alle mannelijke vocals te blijven. 
Tijdens nieuwe opnamen namen de vrouwelijke leden Liz Mitchell (Boney M. werd weer een kwartet) en Marcia Barrett zelf hun zangpartijen voor hun rekening, maar Farian bleef zelf de mannelijke partijen zingen, een praktijk die Farian later bij Milli Vanilli opnieuw gebruikte. Boney M. gaf onder leiding van Farian echter wel concerten met de band The Black Beauty Circus, waarbij Farrell de zang voor zijn eigen rekening moest nemen.

### Solocarrière
Nadat Farrell in interviews had geklaagd over zijn werksituatie werd hij in 1982 vervangen door Reggie Tsiboe. Farrell begon zo goed als vruchteloos een solocarrière. In Nederland schonk op 3FM alleen de NCRV aandacht voor zijn solo werk en werd zijn tweede single, Hoppa Hoppa, NCRV Favorietschijf wat leidde tot enkele weken een notering in de Nationale Hitparade Top 100. Hij kreeg ten slotte hulp van Farian die voor Farrell en Boney M de hit Happy Song produceerde en Farrell in 1985 terughaalde naar Boney M. Met die single kwam Boney M. terug in de Duitse top 10. Farian bedankte Farrell hiervoor middels de solosingle King of dancing/I see you. In 1986 stopte de groep, om in 1988 weer bij elkaar te komen. In 1989 viel het doek opnieuw. Farrell trad sinds 1991 op met een eigen formatie onder de naam Boney M featuring Bobby Farrell. De Nederlander John Seine was van die Boney M. formatie de boekingsagent. Seine kende Bobby al uit zijn tijd in Rotterdam. De optredens liepen uiteen van playback of de originele opname voorzien van wat extra live vocalen tot geheel live met band on stage.
Hoewel Boney M veel succes had, hield Farrell weinig geld over aan zijn carrière bij deze groep, niet alleen omdat de leden slechts een klein percentage van de platenroyalty's kregen en voornamelijk incasseerden via de concerten, maar ook omdat Bobby onbewust in 1986 (tijdens de betaling voor een tv-optreden in verband met 10 jaar Boney M.) toekomstige royalty's wegtekende en daarnaast ook nog eens zijn geïnvesteerd vermogen in onroerend goed verloor. 
In 2005 figureerde hij in een reclamespot voor de Nederlandse verzekeringsmaatschappij OHRA, waarin hij het Boney M.-nummer "Daddy Cool" deed. Eind 2005 kwam hij op Aruba even in het nieuws. Beweerd werd dat Farrell betrokken was bij de ontvoering van Claudia Melchers, maar het bleek om een persoonsverwisseling te gaan. Tevens was Farrell eind 2005 te zien in de clip Turn on the music van Roger Sanchez. Farrell stond twee keer in het Amsterdam ArenA met de Toppers in Toppers In Concert 2006. In 2008 begon hij aan een nieuwe wereldtournee.

### Privé
In 1981 trouwde Farrell met een voormalig Joegoslavisch fotomodel, Jasmina uit Skopje in het huidige Noord-Macedonië, met wie hij twee kinderen kreeg. Uit een eerdere relatie had Farrell een dochter. Op 1 februari 1994 werd hij voorwaardelijk veroordeeld voor het bedreigen van zijn vrouw. Er volgde een echtscheiding.
Zijn dochter Zanillya Farrell is rapper. In december 2011 won ze de Grote Prijs van Nederland in de categorie hiphop.

### Overlijden
Farrell overleed op 61-jarige leeftijd. Hij werd in de ochtend van 30 december 2010 dood aangetroffen in een hotelkamer in de Russische stad Sint-Petersburg. De avond ervoor had hij met zijn band (met onder anderen Jetty Weels van Mai Tai) opgetreden. Farrell, die ondanks zijn nog aanwezige dynamiek al een decennium kampte met gezondheidsproblemen, klaagde na het optreden over ademhalingsproblemen en een hevigere pijn in zijn borst dan ooit tevoren. Hij en zijn staf schonken er echter geen aandacht aan. Volgens de Russische autoriteiten overleed Farrell aan hartfalen. Hij werd op 8 januari 2011 begraven op begraafplaats Zorgvlied.

## Discografie

### Vocale inbreng binnen Boney M. opnames
Singles
- 1981: We kill the world/Don't kill the world (gesproken intro)
- 1984: Happy Song (Boney M. with Bobby Farrell & The School Rebels, rap)
- 1985: Young, Free and Single (vocoder voice)

Album track
- 1981: Boonoonoonoos, part Train to Skaville (rap)

### Albums en singles uitgebracht als solo-artiest
Singles
- 1982: Polizei / A Fool In Love
- 1985: King Of Dancing / I See You
- 1985: Happy Song[22]
- 1987: Hoppa Hoppa / Hoppa Hoppa (Instrumental)
- 1991: Tribute To Josephine Baker
- 2004: Aruban Style (Mixes) S-Cream Featuring Bobby Farrell
- 2006: The Bump EP
- 2010: The Bamboo Song (featuring Wrethov)

Bobby Farrell's Boney M. / Boney M. Featuring Bobby Farrell / Bobby Farrell Featuring Sandy Chambers
(deze releases bevatten heropnames van de hits van Boney M., niet de originele versies)
- 2000: The Best Of Boney M. (DVMore)
- 2001: Boney M. – I Successi (DVMore)
- 2001: The Best Of Boney M. (II) (verzamelalbum)
- 2001: The Best Of Boney M. (III) (verzamelalbum)
- 2005: Boney M. – Remix 2005 (featuring Sandy Chambers) (verzamelalbum) (Crisler)
- 2007: Boney M. – Disco Collection (verzamelalbum)

## Wetenswaardigheden
- Raspoetin, de Russische monnik en intrigant over wie een van de hits van Boney M ging, overleed eveneens in Sint-Petersburg en eveneens op 30 december (1916).[23]

- Farrell nam een soloalbum op met leden van Eruption (bekend van I can't stand the rain). Alleen de single Polizei (1982) werd hiervan uitgebracht en alleen in Nederland.[24] Ter promotie van het album ging hij op tournee door Nederland en was daar ook als soloartiest te gast bij het NCRV-radioprogramma Los Vast. Hij voerde ook diverse nummers van het album uit op de Poolse televisie.[25] Alleen zijn door Charly Prick geproduceerde singel Hoppa Hoppa (1987) wist in Nederland een hitlijst te bereiken, zijnde voor drie weken de top 100 van de  Nationale Hitparade.[26][27] Een comeback van Boney M. in 1987 met een vervangster voor Liz Mitchell onder leiding van Charly Prick kwam echter niet van de grond of werd door Frank Farian tegengehouden.[28]

- Sommige persingen van de 1977 hit  Gentlemen Callers not Allowed van de zangeres Gilla werden uitgebracht onder Gilla & Bobby.[29] Farrell nam deel aan de performance van het nummer voor het Nederlandse Top Pop.[30]

- Biblioteca Nacional de España: XX1759794
- Bibliothèque nationale de France: cb140251536 (data)
- Gemeinsame Normdatei: 134370678
- International Standard Name Identifier: 0000 0001 0856 4386
- MusicBrainz: af221dbe-8908-41aa-a9ef-d692f68d0b63
- Nationale Bibliotheek van Tsjechië: xx0072277
- Nederlandse Thesaurus van Auteursnamen: 071005358
- Système universitaire de documentation: 166285137
- Virtual International Authority File: 32196887
- WorldCat: E39PBJfMpbrPgryhw6fGtRt3Qq